# Sanicula
Sanicula is een geslacht van kruidachtige planten uit de schermbloemenfamilie (Umbelliferae oftewel Apiaceae). Het geslacht kent een Kosmopolitische verspreiding. De botanische naam Sanicula is afgeleid van het Latijnse "sanare" = "genezen".
In Noordwest- en Midden-Europa komt één soort voor: heelkruid (Sanicula europaea). Deze wordt als relict uit het Tertiair gezien.
Even buiten Europa komt Sanicula azorica voor.

## Ecologische aspecten
De planten in dit geslacht zijn waardplant voor onder meer Agonopterix astrantiae.

## Soorten
- Sanicula arctopoides Hook. & Arn.
- Sanicula arguta Greene ex J.M.Coult. & Rose
- Sanicula astrantiifolia H.Wolff ex Kretschmer
- Sanicula azorica Guthnick ex Seub.
- Sanicula bipinnata Hook. & Arn.
- Sanicula bipinnatifida Douglas
- Sanicula canadensis L.
- Sanicula chinensis Bunge
- Sanicula coerulescens Franch.
- Sanicula crassicaulis Poepp. ex DC.
- Sanicula deserticola C.R.Bell
- Sanicula elata Buch.-Ham. ex D.Don
- Sanicula elongata K.T.Fu
- Sanicula epipactis (Scop.) E.H.L.Krause
- Sanicula europaea L. - Heelkruid
- Sanicula giraldii H.Wolff
- Sanicula graveolens Poepp. ex DC.
- Sanicula hacquetioides Franch.
- Sanicula hoffmannii (Munz) R.H.Shan & Constance
- Sanicula kaiensis Makino & Hisauti
- Sanicula kauaiensis H.St.John
- Sanicula laciniata Hook. & Arn.
- Sanicula lamelligera Hance
- Sanicula liberta Cham. & Schltdl.
- Sanicula marilandica L.
- Sanicula maritima Kellogg ex S.Watson
- Sanicula mariversa Nagata & S.M.Gon
- Sanicula moranii P.Vargas, Constance & B.G.Baldwin
- Sanicula odorata (Raf.) Pryer & Phillippe
- Sanicula orthacantha S.Moore
- Sanicula oviformis X.T.Liu & Z.Y.Liu
- Sanicula peckiana J.F.Macbr.
- Sanicula purpurea H.St.John & Hosaka
- Sanicula rubriflora F.Schmidt
- Sanicula rugulosa Diels
- Sanicula sandwicensis A.Gray
- Sanicula saxatilis Greene
- Sanicula serrata H.Wolff
- Sanicula smallii E.P.Bicknell
- Sanicula tienmuensis R.H.Shan & Constance
- Sanicula tracyi R.H.Shan & Constance
- Sanicula trifoliata E.P.Bicknell
- Sanicula tuberculata Maxim.
- Sanicula tuberosa Torr.
- Sanicula uralensis Kleopow ex Kamelin, Czubarov & Shmakov